# Eric Barker
Eric Leslie Barker (* 12. Februar 1912 in Thornton Heath, Surrey; † 1. Juni 1990 in Faversham, Kent) war ein britischer Schauspieler.

## Leben
Barker hatte bereits im Alter von vier Jahren seine erste Filmrolle, bis 1919 folgten fünf weitere Filme. Später stand er als Komiker im Londoner Windmill Theatre unter Vertrag. Dort lernte er die Schauspielerin Pearl Hackney kennen, mit der er von 1936 bis zu seinem Tode verheiratet war. Während des Zweiten Weltkriegs war bei der Royal Navy als Sprecher für die Unterhaltungssendung Merry Go Round tätig, an deren Buch er mitwirkte. Auch seine Frau wirkte an der Sendung mit. Nach dem Ende des Krieges führten sie die Sendung erfolgreich unter neuem Namen fort.
In den 1950er Jahren wechselte er zum Fernsehen und hatte seine eigene Comedyshow namens The Eric Barker Half-Hour. Auch an dieser Show, die zwischen 1951 und 1953 produziert wurde, wirkte seine Frau mit. Obgleich er bereits 40 Jahre zuvor Schauspieldebüt gegeben hatte, wurde er 1958 für seine Darstellung im Spielfilm Brothers in Law mit dem British Film Academy Award als bester Newcomer ausgezeichnet.
In den 1960er Jahren hatte Barker zahlreiche Spielfilmrollen, hauptsächlich in Komödien. Er wirkte in vier Filmen der Carry-On…-Filmreihe mit, sowie in Ist ja irre – Unser Torpedo kommt zurück, der offiziell nicht zur Reihe gerechnet wird. Neben Kenneth Williams und Kenneth Connor gehört er zu den wenigen Schauspielern, die sowohl im ersten (1958) als auch im letzten Film der Serie (1978) mitwirkten.
Seine 1942 geborene Tochter Petronella wirkte ebenfalls als Schauspielerin und war zwischen 1967 und 1972 mit Anthony Hopkins verheiratet. Aus dieser Ehe ging Abigail Hopkins hervor, ebenfalls eine Schauspielerin.

## Filmografie (Auswahl)

### Darsteller
- 1916: Tom Browns Schulzeit (Tom Brown’s Schooldays)
- 1957: Brothers in Law
- 1958: Mit dem Kopf durch die Wand (Bachelor of Hearts)
- 1958: Kopf hoch – Brust raus! (Carry On Sergeant)
- 1960: Ist ja irre – Diese strammen Polizisten (Carry On, Constable)
- 1960: Ist ja irre – unser Torpedo kommt zurück (Watch Your Stern)
- 1961: Alfred Hitchcock präsentiert (Alfred Hitchcock Presents, Fernsehserie, eine Folge)
- 1963: Auch die Kleinen wollen nach oben (The Mouse on the Moon)
- 1964: Ist ja irre – Agenten auf dem Pulverfaß (Carry On Spying)
- 1965: Die tollkühnen Männer in ihren fliegenden Kisten (Those Magnificent Men in Their Flying Machines or How I Flew from London to Paris in 25 Hours 11 Minutes)
- 1968: Mit Schirm, Charme und Melone (The Avengers, Fernsehserie, eine Folge)
- 1978: Mach’ weiter, Emmanuelle (Carry On Emmannuelle)

### Drehbuchautor
- 1962: Ist ja irre – der Schiffskoch ist seekrank (Carry On Cruising)